# Николо-Угрешский монастырь
Нико́ло-Угре́шский монасты́рь — ставропигиальный мужской монастырь Русской православной церкви, основан в конце XIV века. Находится на площади Святителя Николая в подмосковном городе Дзержинском. Угрешский монастырь во всём, кроме духовных дел, был подсуден великому князю и использовался как место заточения политических противников режима.

## История монастыря
Монастырь основан в 1380 году великим князем Дмитрием Донским на месте явления иконы Святителя Николая Чудотворца. По преданию, именно в этом месте войско великого князя остановилось на отдых на пути к полю Куликову. Явление иконы укрепило Дмитрия Донского верой и надеждой, отчего Святой благоверный князь произнёс «Сия вся угреша сердце мое» («Это всё согрело сердце моё»). С тех пор это место называется Угреша, а сам монастырь Николо-Угрешским.
Монастырь неоднократно горел и был разорён, но быстро восстанавливался. В 1521 году монастырь был сожжён дотла при набеге на Москву крымского хана Мехмеда I Гирея, но, как и в предыдущих случаях, был быстро восстановлен. Тогда воины калга Бахадыр-Гирай сожгли не только «монастырь Николы чудотворца на Угреше», но и «великого князя село любимое Остров» на противоположном берегу Москвы-реки.

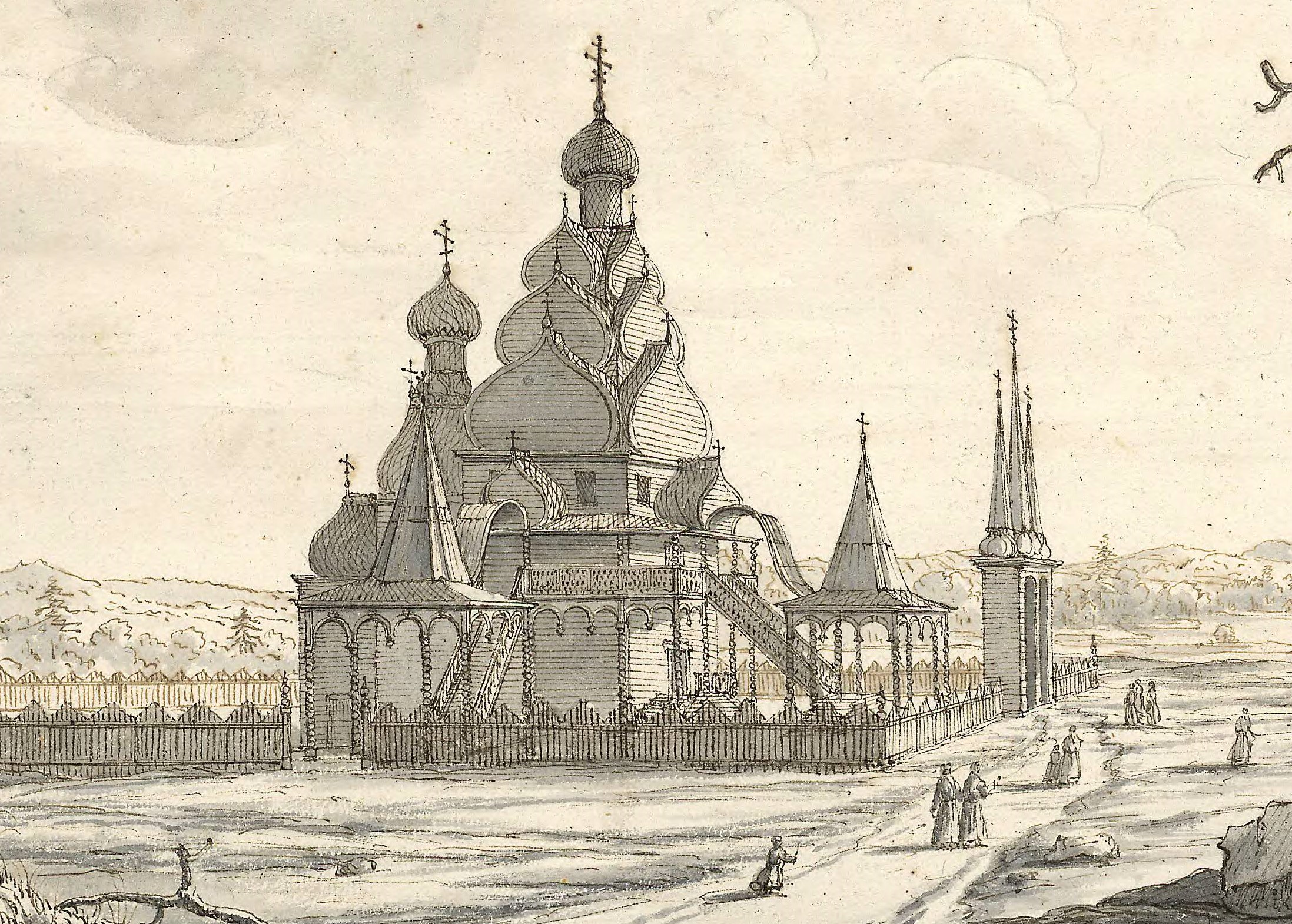
Николо-Угрешский монастырь, 1674

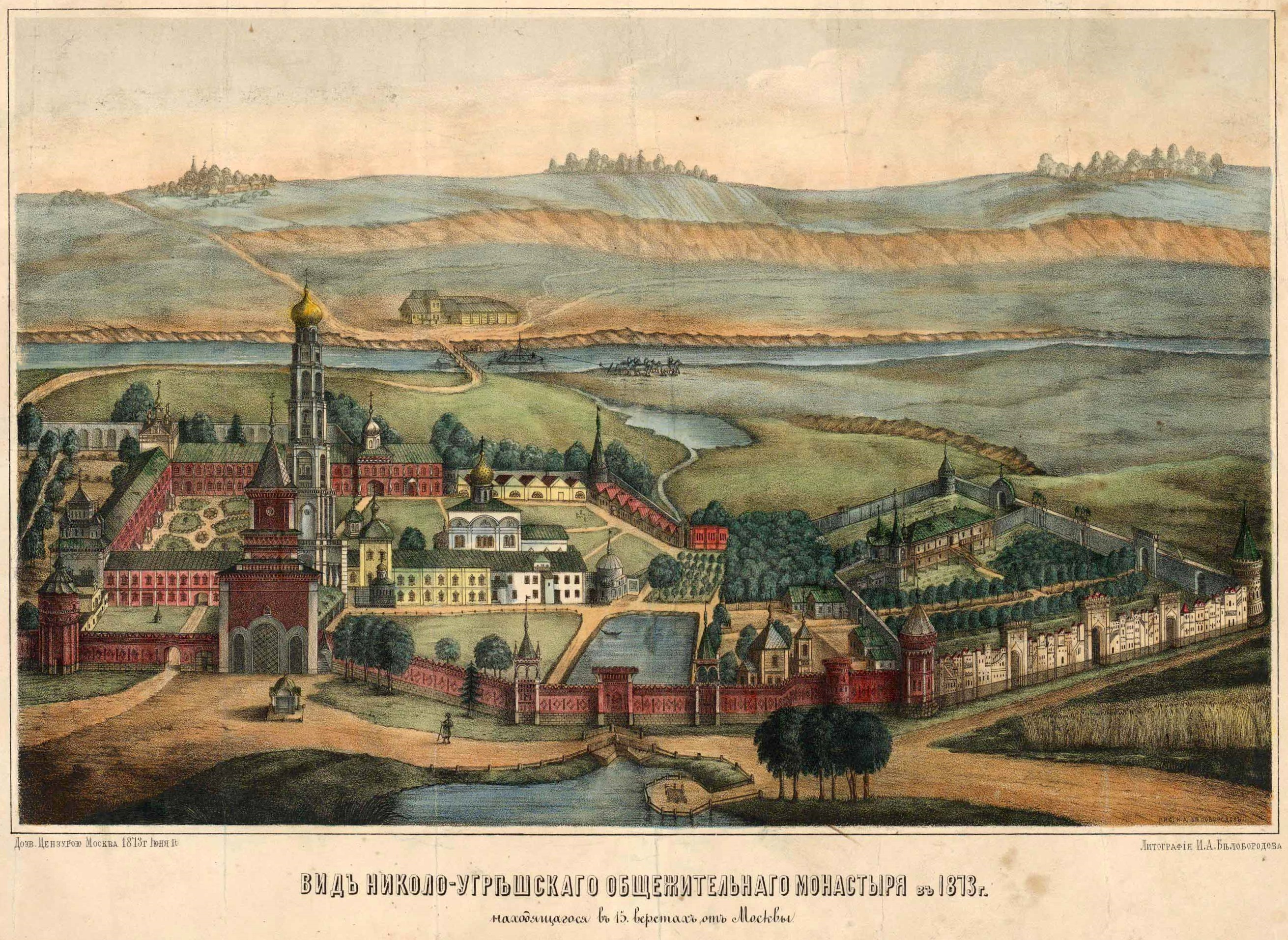
Вид Николо-Угрешского монастыря. Рис. 1873 года

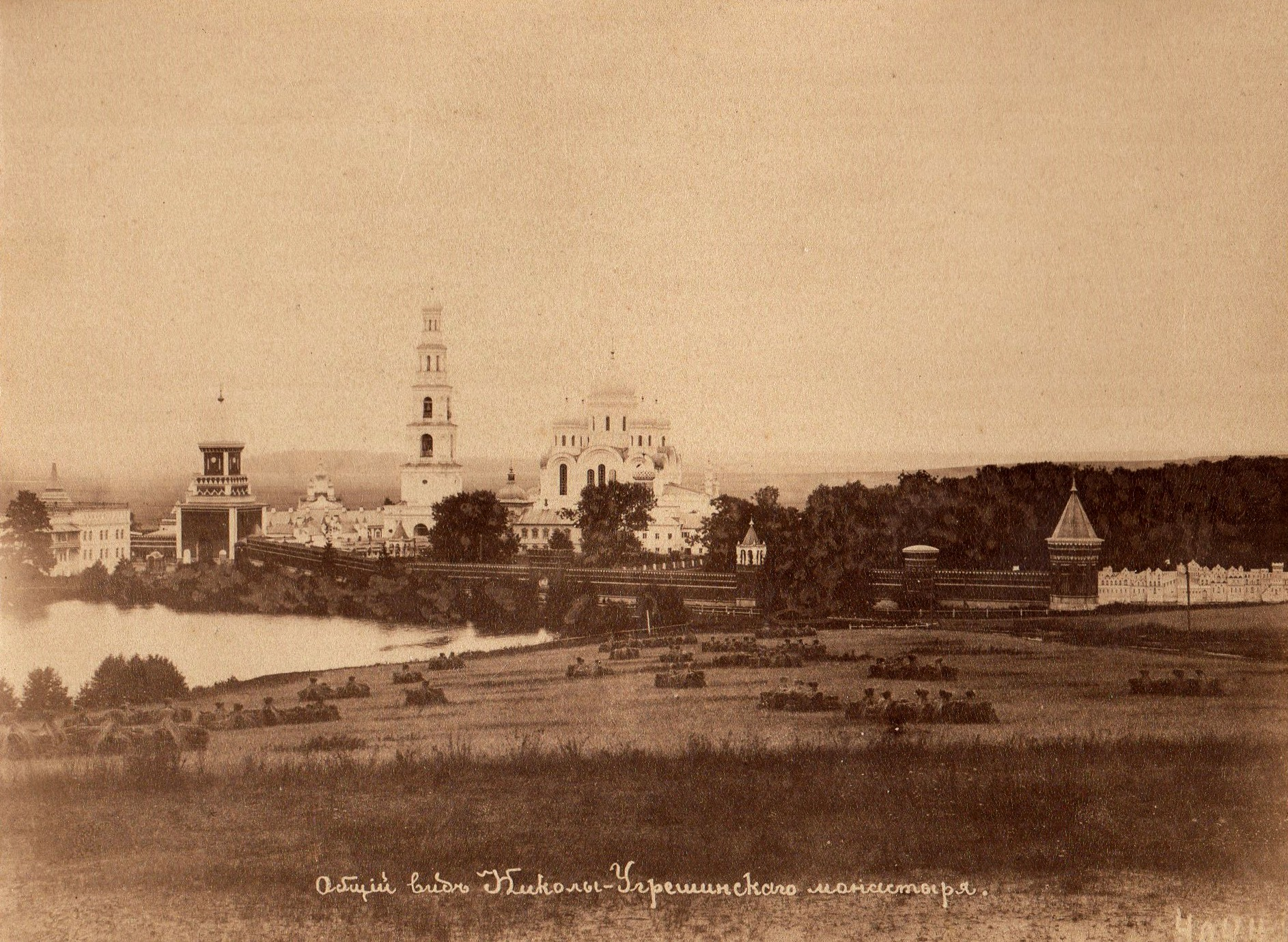
«Общий вид Николы-Угрешинского монастыря». Фото конца XIX века

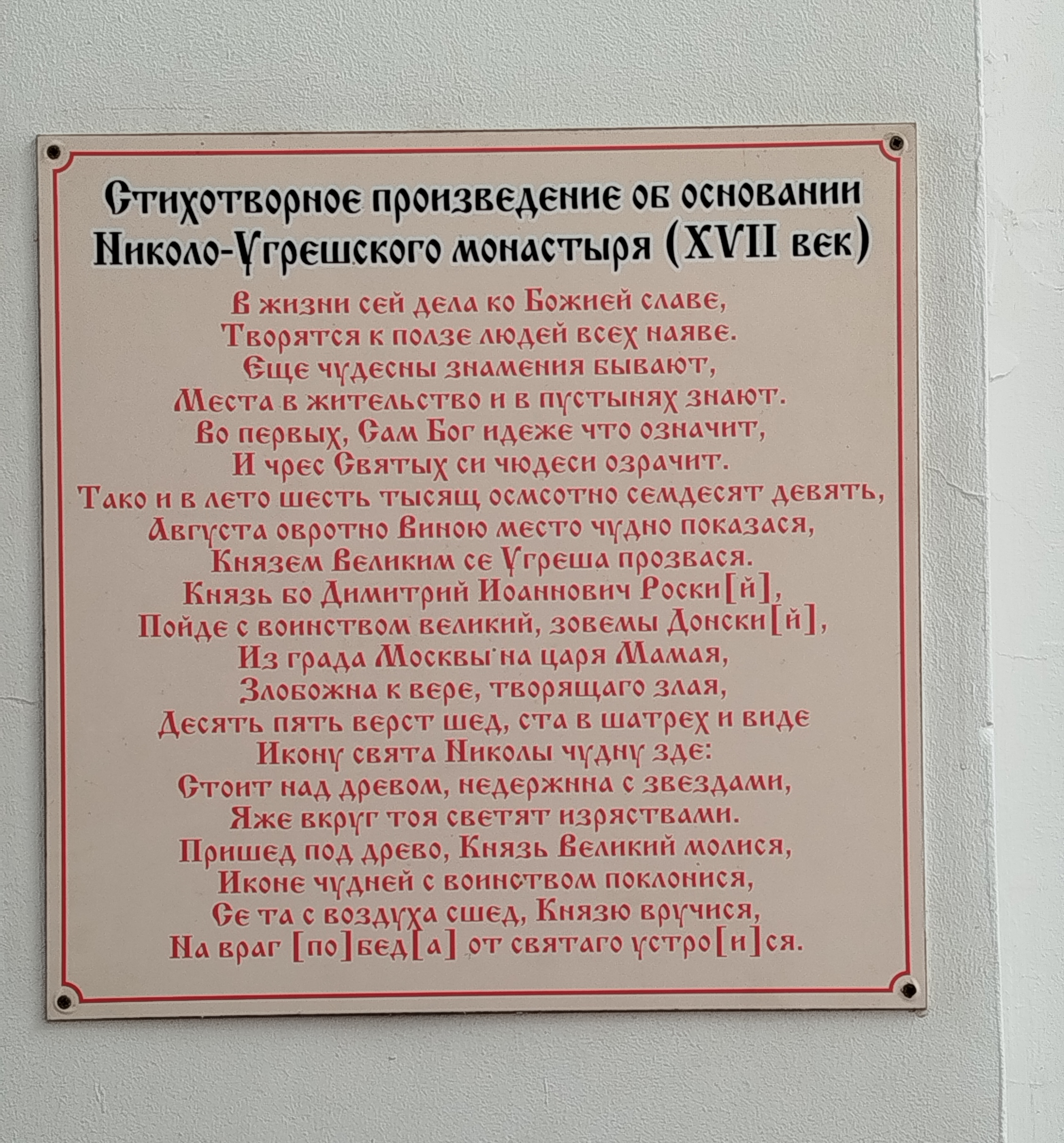
Стихотворное произведение об основании монастыря (XVII век)

Весной 1546 года, выступив на войну с крымскими татарами, Иван IV (Грозный) в пасхальные дни свернул «к Николе на Угрешу», где присутствовал на праздничной службе, по окончании которой продолжил поход.
Регулярные царские выезды на богомолье («Угрешские походы») государя Михаила Фёдоровича, а потом и Алексея Михайловича Романовых способствовали существенному развитию и благосостоянию монастыря в XVII веке. Во время одного «угрешского похода» царя Алексея Михайловича 11 июля 1668 года Угрешу посетили сразу три Патриарха: Александрийский Паисий, Антиохийский Макарий III и Московский Иоасаф II.
В 1680-х годах монастырь неоднократно посещал молодой царь Пётр I. После подавления стрелецкого бунта Угрешская обитель стала одним из мест заключения для мятежных стрельцов, выступивших против царя Петра.
В 1721 году подпись в Духовном регламенте поставил игумен Николо-Угрешского монастыря Феофан.
В 1812 году монастырь подвергся нападению французов, один из отрядов которых пребывал некоторое время на территории обители.
В 1841—1843 годах Собор Николая Чудотворца был перестроен архитектором Дмитрием Борисовым.
В 1833 году в монастыре оставалось всего лишь шестеро человек, и шла речь об упразднении монастыря. В это время московский митрополит Филарет решил сделать настоятелем этого третьеклассного монастыря игумена Игнатия Брянчанинова и через Синод вызвал его в Санкт-Петербург. Официально назначение 82-го настоятеля Угрешского монастыря состоялось, но при представлении императору Николаю I тот решил дать Игнатию в управление другой монастырь — Троице-Сергиеву пустынь под Петербургом — а в Угрешский монастырь был назначен по рекомендации Игнатия его знакомый монах Иларий, который, несмотря на некоторые свои особенности и постоянное желание отказаться от должности, принял монастырь 15 марта 1834 года и настоятельствовал в нём 18 лет. Посетивший монастырь в октябре 1837 года митрополит Филарет сказал: «Во всей епархии нет у меня беднее и хуже ваших церквей». О своих трудностях по восстановлению монастыря Иларий жаловался Игнатию Брянчанинову, на что получил ответ: «Вы испиваете ту чашу, которую пришлось бы мне пить, если б Промысл Божий не отклонил меня от Угрешской обители <…> В совести Вашей Вы чувствуете, что монастырь не Вы разорили, а напротив, сколько было сил Ваших и умения поправили. Владыке, может быть, показалось точно тяжело глядеть на развалины монастыря, но он, как человек благоразумный, весьма может понять…»
В ноябре 1874 года послушником Николо-Угрешского монастыря стал Константин Леонтьев, но весной 1875 года он покинул монастырь из-за разногласий с игуменом Пименом. После своего увольнения с московской кафедры 20 марта 1917 года здесь в течение нескольких лет проживал на покое митрополит Макарий (Невский). В 1880 был заложен грандиозный Спасо-Преображенский собор. 20 ноября 1880 по желанию Угрешской братии был назначен настоятелем Николо-Угрешского монастыря игумен Нил (и был им до своей смерти в 1893), при нём строились Спасо-Преображенский собор и Никольская часовня.
После установления советской власти в 1917 году в здании монастыря была организована детская колония Народного комиссариата финансов, в которую входили: приют для матерей с малолетними детьми, институт благородных девиц, учебный пансионат для мальчиков.
1 июля 1919 года монастырь был преобразован в трудовую артель монахов (объединившей около 40 человек), получившую название «Николо-Угрешской трудовой общины», во главе которой стал настоятель, архимандрит Макарий, который пытался спасти монастырь и его насельников. Неоднократно обитель посещал Патриарх Тихон; последний раз — в 1924 году.
В 1925 году монастырь был полностью закрыт, а архимандрит Макарий скончался в 1928 году и был тайно погребён возле храма в селе Капотня (в 2005 году было найдено место его захоронения, останки архимандрита перезахоронены на братском кладбище Николо-Угрешского монастыря). В 1927 году на территории монастыря открыли трудовую коммуну, находящуюся в ведении ОГПУ. В 1930 году оставшиеся монастырские ценности и церковное имущество, хранившиеся в соборах, перевезли в музей «Коломенское». В 1940 году был уничтожен древнейший храм обители — Никольский собор XVI века.
До возвращения (в начале 1990-х годов) территории монастыря Русской православной церкви территория и постройки, в том числе собор и храмы монастыря активно использовались тогда ещё посёлком Дзержинский; там находились начальная школа № 34, летний городской детский оздоровительный лагерь, родильный дом, детская поликлиника, молочная кухня, станция скорой медицинской помощи, кожно-венерологический диспансер, городской рынок, общественная столовая, коммунальные квартиры (проживали более 400 человек), детская площадка, частные бревенчатые дома, огороды и сады; общежитие НИХТИ (Научно-исследовательский химико-технологический институт), цех озеленения НИХТИ и посёлка, затем города, с инфраструктурой (свинарник, теплицы, огороды, сад и питомник плодовых деревьев, где выращивали овощи, цветы и т. д.). В самом здании монастыря располагались мастерские, деревообрабатывающие, металлорежущие станки и другое оборудование городского жилищно-коммунального отдела, спортивные секции тяжёлой атлетики, бокса, настольного тенниса, борьбы.
Во время Великой Отечественной войны монастырский пруд был закрыт досками, брёвнами, и на нём были возведены бутафорские постройки. Купола собора, купол и верхние этажи колокольни были снесены для дезориентации немецких лётчиков.
Реставрационные работы колокольни и стен монастыря были начаты в начале 1970-х годов. Архиерейский дом, где тоже шли реставрационные работы, сгорел в 1977 году.

## Современная жизнь монашеской общины

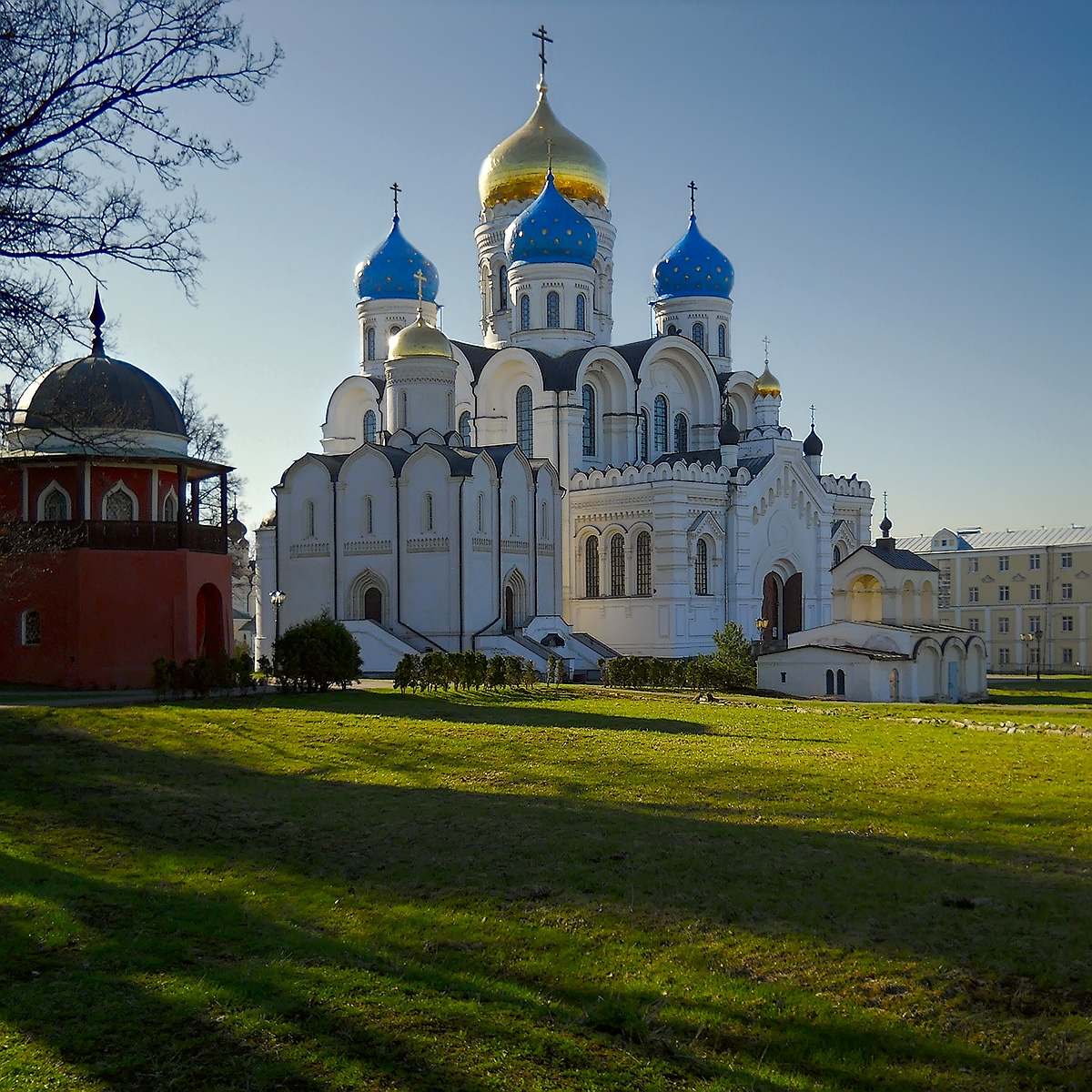
Собор Спаса Преображения Николо-Угрешского монастыря, 2013

19 декабря 1990 года, в день престольного праздника обители, была совершена первая (с 1920-х годов) Божественная литургия.
28 февраля 1991 года Мособлисполком принял решение за № 101/7 «О передаче памятника архитектуры республиканского значения Николо-Угрешского монастыря в г. Дзержинском Люберецкого района в пользование Московской Патриархии», то есть монастырь был возвращён Русской православной церкви. Наместником монастыря, который получил статус ставропигии, был назначен архимандрит Вениамин (Зарицкий) (с 14 августа 2003 года — в сане епископа Люберецкого, викария Московской епархии; 31 мая 2010 года освобождён от управления монастырём в связи с назначением епископом Пензенским и Кузнецким).
13 октября 2022 года наместником монастыря, ректором Николо-Угрешской духовной семинарии назначен иеромонах (ныне архимандрит) Мефодий (Зинковский).

#### После распада СССР
В 1990-х годах осуществлена реставрация многих строений, построены новые храмы.
В 1998 году при монастыре открыто духовное училище, преобразованное в 1999 году в Николо-Угрешскую духовную семинарию.
В 2004 году завершено строительство шатрового храма-часовни в честь Страстей Христовых. В этом же году был сделан новый иконостас в Преображенском соборе монастыря.
По проекту иеромонаха Арсения к 2006 году был воссоздан заново Никольский собор. В 2009 году закончена внутренняя роспись (с оригинала) Спасо-Преображенского собора.
При монастыре (вне его территории) действует гостиница для паломников, управляемая паломнической службой монастыря.
24 декабря 2010 года постановлением Священного синода Русской православной церкви наместником монастыря назначен игумен Варфоломей (Петров).
C апреля 2021 года монастырь служит резиденцией митрополитов Крутицких и Коломенских, и в нём размещается управление Московской митрополии и Коломенской епархии.

## Архитектурный ансамбль монастыря

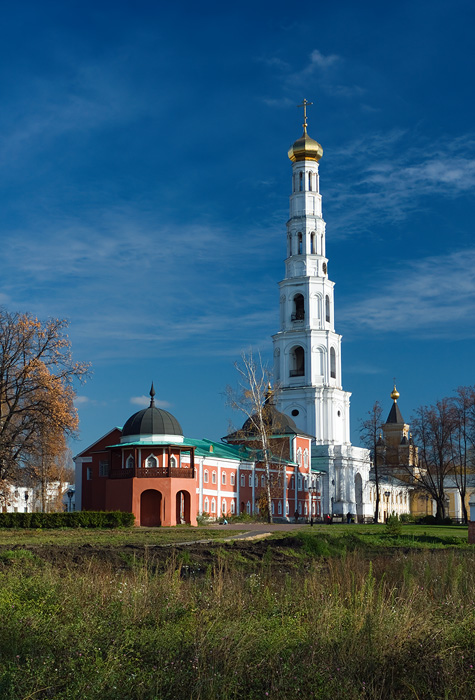
Николо-Угрешский монастырь, колокольня. 2008

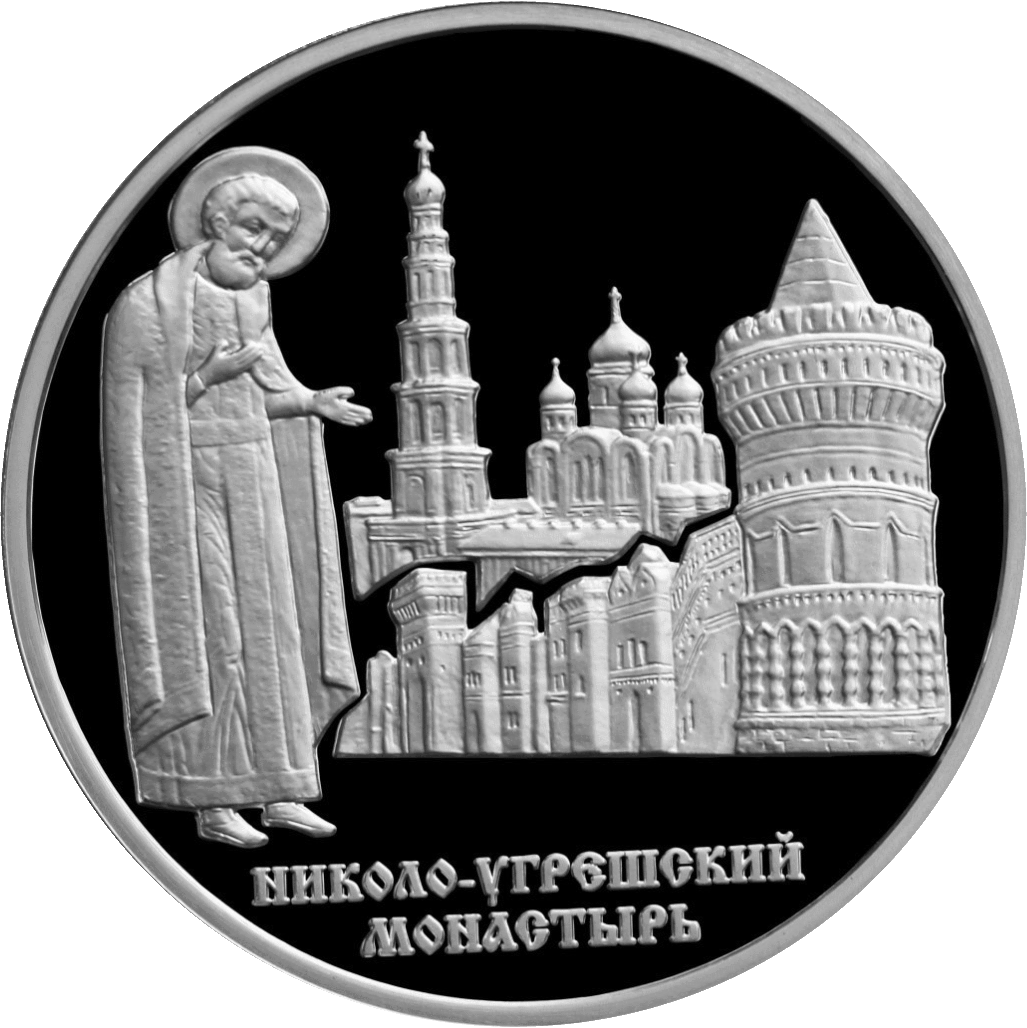
Николо-Угрешский монастырь — серебряная памятная монета,
выпущена Банком России в 2000 году

- Спасо-Преображенский собор (1880—1894)[5] — сооружён по проекту архитектора А. С. Каминского, является доминантой монастырского ансамбля.
- Никольский собор (2006)
- Храм успения Пресвятой Богородицы (XVIII)
- Церковь Матфея Апостола и Параскевы Пятницы (1854)
- Церковь Петра и Павла (1857)
- Церковь Пимена Угрешского (2002)
- Церковь иконы Божией Матери «Всех скорбящих Радость» (1860)
- Церковь Усекновения Главы Иоанна Предтечи в колокольне
- Колокольня (1758—1763, перестроена в 1859 г.)
- Часовня Явления образа Николая Чудотворца (1893)
- Часовня «Взыскание Погибших» иконы Божией Матери (2001)
- Храм-часовня Страстей Господних (2004)
- Больничный корпус
- Просфорная
- Государевы, патриаршие и игуменские палаты (XVII—XIX)
- Братские корпуса
- Сторожка
- Крепостные стены и башни
- Палестинская, или Иерусалимская стена
- Конюшенный корпус
- Хозяйственный двор
- Фруктовый сад
- Святые ворота
- Кельи в скиту
- Пруд

## Настоятели, наместники
Настоятели игумены
- между 1433 и 1445 — Иона
- ? — 1491 — Авраамий
- 1491? — 1493 — Силуан Грек
- 1494—1506 — Нил (Сафонов)
- 1517—1520 — Тихон I
- упом. 1567 — Пимен I
- упом. 1572—1573 — Тихон II
- упом. 1589 — Лаврентий I
- игумен Угрешского Николаевского монастыря — Тихон (1590—1598/9)[10]
- упом. в 1598 — Елеазар
- упом. в 1598 и 1599 — Тихон III
- упом. 1609 — Марк
- игумен Николаевского угрешского монастыря — Иона II (упом. 1610)[11].
- упом. 1618 — Пафнутий
- 1634—1643 — Сергий II (Бешенцев)
- 1643—1645? — Дионисий II
- упом. 1652 — Кирилл II
- между 1653 и 1657 — Иона III
- до 1663 — Тихон IV
- упом. 1668; до 1672 — Викентий
- упом. с 1673 до 1679 — Герасим II (Гордеев)
- упом. с 1680; до 1683 — Иосиф I (Шохнев)
- упом. с 1688; до 1691 — Иосиф II
- 1691—1692 — Трифиллий (Инихов)
- упом. 1692 — Григорий
- до 1695 — Феодосий
- упом. 1697; до 1708 — Дионисий III (Воробьёв)
- 1709—1717 — Мефодий II
- 1720 — 10 марта 1721 — Аарон
- Прокопович — Варлаам I (Овсянников) (1721—1723)[12]
- 1724—1731 — Аввакум (Львов)
- 1732—1735 — Феодор (Левонов)
- упом. 1736; до 1741 — Варлаам II
- 1741—1744 — Иона IV (Лещинский)
- 1744 — Феофан (Чарнуцкий)
- 1745—1748 — Иов
- Ястрембский — Иоанн (Ястрембский) (1749—1752[13])
- 1753—1757 — Иларион (Завалевич)
- 1757—1759 — Варлаам (Гловацкий)
- 1759—1762 — Ириней (Братановский)
- до 1768 — Гедеон
- упом. 1772 — Сильвестр (Буявинский)
- 1774—1775 — Арсений
- 1776—1777 — Симон
- до 1791 — Варнава
- 1791 — Иероним (Ершов)
- с 1791 — Ионафан
- 1804—1807 — Никандр
- 25 января — октябрь 1808 — Лаврентий (Бакшевский)
- 1810 — Евгений (Казанцев)
- 6 августа — 14 октября 1810 — Иннокентий (Смирнов)
- 1814—1819 — Феофилакт
- архимандрит Высотского Богородичного монастыря — Амвросий (1819—1821) — был правителем монастыря ещё в 1803—1814 гг[14].
- 1821—1822 — Платон (Березин)
- 1822—1825 — Израиль
- 1825—1833 — Аарон III
- 1834—1851 — Иларий
- 1853 — 24 августа 1858 — Пимен (Мясников)

Настоятели архимандриты
- 24 августа 1858 — 17 августа 1880 — Пимен (Мясников)
- 1880—1893 — Нил (Сафонов) архим. с 1887
- 1893 — 3 апреля 1905 — Валентин (Смирнов)
- 15 июня 1905—1923 — Макарий (Ятров)

Наместники
- 11 декабря 1990 — 31 мая 2010 — Вениамин (Зарицкий)
- 4 июня 2010 — 24 сентября 2021 — Варфоломей (Петров)
- 24 сентября 2021 — 25 августа 2022 — Кирилл (Зинковский)
- 25 августа — 13 октября 2022 — Феогност (Гузиков)
- с 13 октября 2022 — Мефодий (Зинковский)